# Volkswagen ID. Life
Volkswagen ID. Life ― це концепт електричного субкомпактного позашляховика, представлений німецьким автовиробником Volkswagen на Міжнародному автосалоні в Німеччині у 2021 році. 
У 2022 році повідомлялося, що концепт ID. Life вже втратив популярність у Вольфсбурзі, щоб бути заміненим моделями, які, ймовірно, отримають назву ID.2(X) і будуть розроблені ближче до існуючих моделей VW, таких як Volkswagen Polo або Volkswagen T-Cross.

## Опис

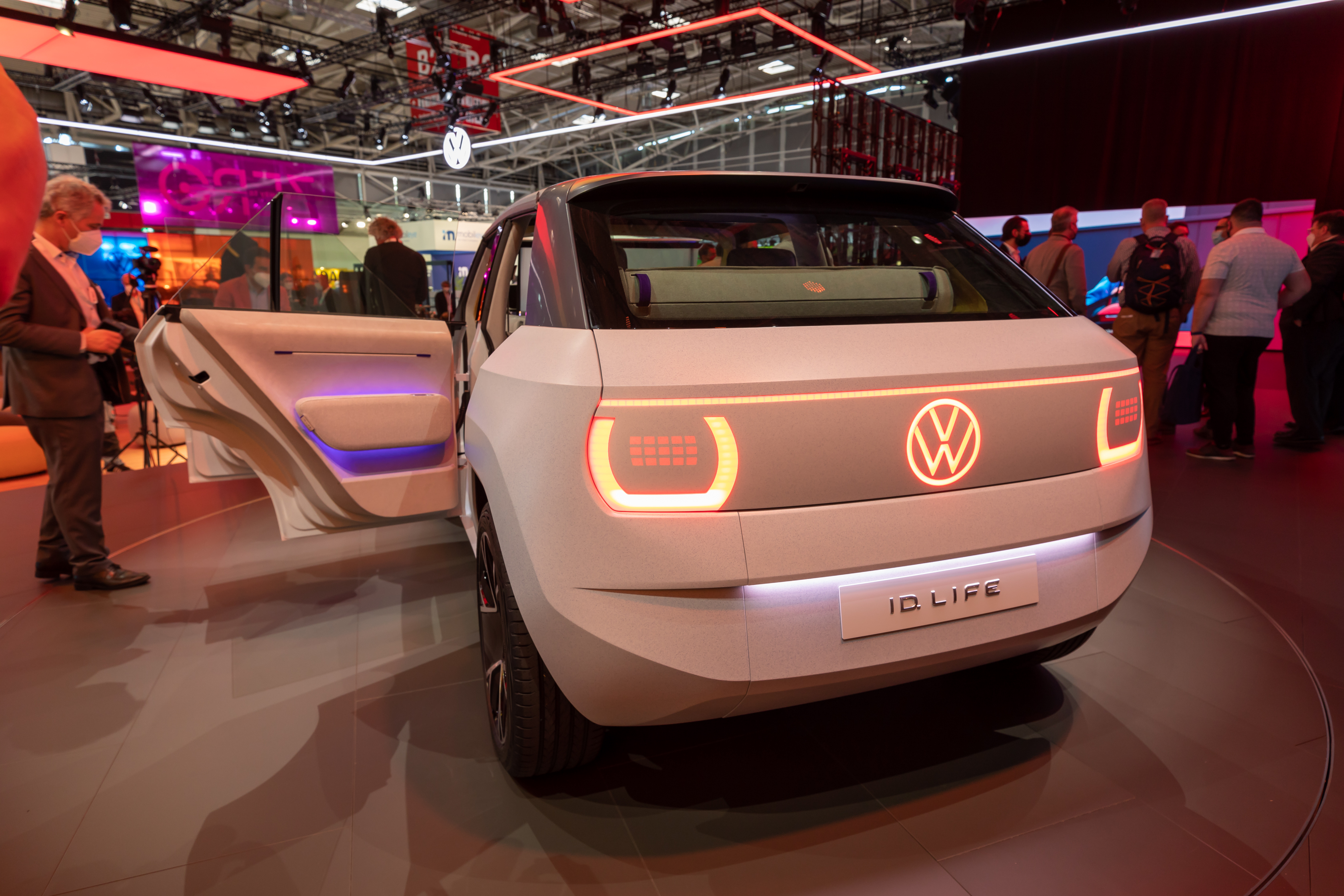

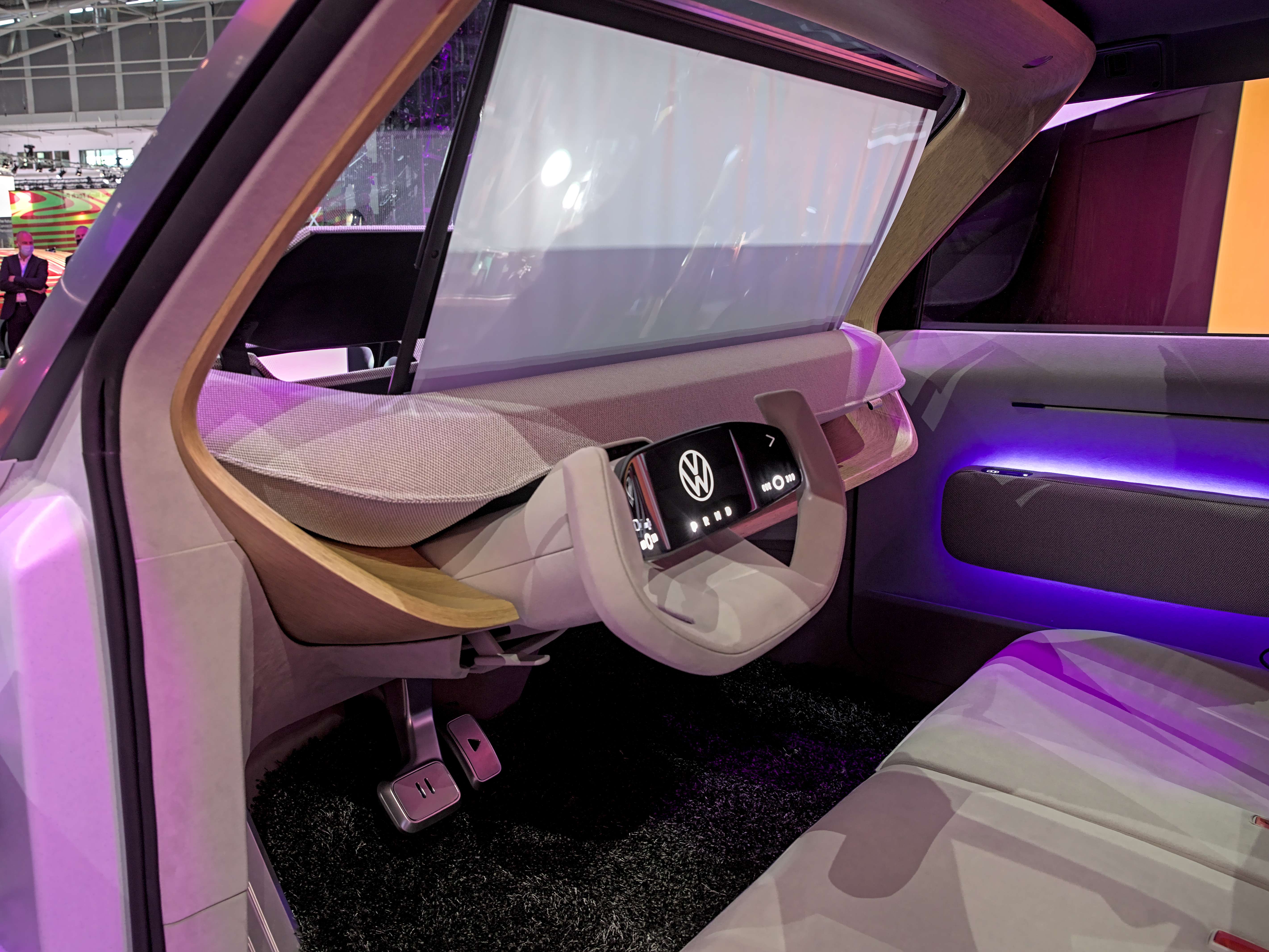

Концепт Volkswagen ID. Life був представлений на Міжнародному автосалоні в Німеччині 7 вересня 2021 року в Мюнхені. Це 5-дверний електричний субкомпактний позашляховик у ретро-стилі.
Life був розроблений Клаусом Жисьорою та словацьким автомобільним дизайнером Йозефом Кабаном, який каже: «Мова дизайну Volkswagen завжди повинна рухатися в більш позачасовому напрямку. Це відповідає бренду. Ми хочемо бути автентичними та зрозумілими і використовувати справжні матеріали; немає ніякої підробки або спроб виглядати як щось інше. Фальшиві вихлопні труби, фальшиве дерево і так далі. Ми хочемо, щоб наші автомобілі були добре збалансовані".

## Технічні характеристики
Концепт Volkswagen ID. Life побудований на платформі MEB, розробленій Volkswagen для електромобілів. Він використовує акумуляторну батарею ємністю 57 кВт-год і має передній ведучий двигун, що забезпечує запас ходу 400 км (за циклом WLTP) і загальну потужність 172 кВт (231 к.с). 
Volkswagen стверджує, що автомобіль може розганятися від 0 до 100 км/год за 6,9 секунди. Це буде перше застосування MEB на передньопривідному автомобілі.